# Повдигане на краката
| Повдигане на краката от лег |
| Повдигане на краката от лег |

Повдигането на крака е упражнение за сила, което е насочено към предните мускулни сгъвачи на тазобедрената става. То също често се използва за укрепване на правия коремен мускул, както и за вътрешните и външните коси коремни мускули.

## Вариации
Повдигането на краката може да се извършва от седнало или легнало положение по гръб или настрани, но също така и от вис, когато тялото е окачено за ръцете и се намира във вертикално положение.
Упражнението също може да се прави със или без допълнителни тежести прикрепени към глезените, чрез специални ботуши или чрез държане на дъмбел или медицинска топка между краката. Допълнително, трудността на упражнението може да се регулира чрез промяна в стойката или чрез свиване на краката в колената, като колкото по-свити са те, толкова по-лесно е повдигането на краката.